# Френд, Боб
Роберт Бартмесс Френд (англ. Robert Bartmess Friend, 24 ноября 1930, Лафейетт, Индиана — 3 февраля 2019, Питтсбург, Пенсильвания) — американский бейсболист, питчер. Выступал в Главной лиге бейсбола с 1951 по 1966 год, большую часть карьеры провёл в составе «Питтсбург Пайрэтс». Победитель Мировой серии 1960 года.

## Биография

### Ранние годы
Роберт Френд родился 24 ноября 1930 года в Лафейетте в штате Индиана. Он вырос и окончил школу в Уэст-Лафейетте, расположенном на другом берегу реки Уобаш. Отец Роберта был руководителем оркестра и в детстве он учился играть на фортепиано. В школе Боб был спортивной звездой — играл в футбол и бейсбол, включался в символические сборные штата, а также занимался гольфом и баскетболом. Партнёры по футбольной команде дали ему прозвище «Воин» (англ. Warrior), которое последовало за ним в дальнейшую профессиональную карьеру.
В 1949 году, по примеру отца, Роберт поступил в Университет Пердью. Из-за травмы плеча, полученной в школе, он перестал играть в футбол, сконцентрировав свои усилия на бейсбольной карьере. Уже в начале следующего года Френд подписал профессиональный контракт с клубом «Питтсбург Пайрэтс» и весной принял участие в предсезонном сборе команды. Он не забросил образование и на протяжении восьми лет приезжал в университет в каждое межсезонье. В 1957 году Боб получил диплом бакалавра по экономике.

### Профессиональная карьера
Фарм-систему Питтсбурга Френд прошёл за один сезон. 1950 год он начал в составе «Уэйко Пайрэтс», а закончил в AAA-лиге в «Индианаполис Индианс». В начале 1951 года генеральный менеджер «Питтсбурга» Бранч Рикки, активно продвигавший молодых игроков, перевёл его в основной состав команды.
В 1951 году он провёл свой первый сезон в Главной лиге бейсбола. «Пайрэтс» играли плохо, заняв седьмое место в Национальной лиге. Френд выходил на поле и как стартовый питчер и как реливер, одержав шесть побед при десяти поражениях с пропускаемостью ERA 4,27. В следующие три года Боб получал игровой опыт в составе слабейшей команды лиги — «Питтсбург» три года подряд финишировал последним.
После завершения сезона 1954 года Френд вместе с тренерами клуба активно работал над техникой подачи, стараясь сделать её менее предсказуемой. Это помогло и в чемпионате 1955 года он одержал четырнадцать побед при девяти поражениях. Его показатель пропускаемости ERA составил 2,83 — лучший в Национальной лиге. Впервые в истории меньше всего пропускал питчер последней команды, занявшей последнее место. Впервые в карьере он провёл 200 иннингов за сезон. В 1956 году Боб первый раз получил приглашение на Матч всех звёзд.
Начиная с сезона 1957 года Френд играл только стартовым питчером. Он стал первым в лиге по числу проведённых иннингов, одержав четырнадцать побед при восемнадцати поражениях, и оставался сильнейшим питчером клуба, снова финишировавшего седьмым. Годом позже «Пайрэтс» смогли улучшить игру в нападении и провели хороший сезон, заняв второе место. Боб одержал двадцать две победы, ставшие для него лучшим результатом в карьере. В голосовании, определявшем обладателя Приза Сая Янга, он занял третье место. Второй раз в карьере Френд сыграл в Матче всех звёзд. В сезоне 1959 года он выступил хуже, проиграв больше всего матчей в лиге и борясь с лишним весом.

#### Чемпионский сезон
На сборах весной 1960 года Боб набрал отличную форму, доказав что не зря получил своё прозвище. Первый свой матч регулярного чемпионата он проиграл, но затем провёл серию из трёх победных полных игр подряд. В июне он в третий раз получил приглашение на Матч всех звёзд, после которого провёл не очень удачный отрезок с тремя победами и четырьмя поражениями. Тем не менее, 25 июля Френд выиграл матч у «Сент-Луиса», выведя «Питтсбург» на первое место в таблице. Он хорошо отыграл последние два месяца чемпионата и помог «Пайрэтс» сохранить первенство. За сезон Боб одержал восемнадцать побед при двенадцати поражениях с ERA 3,00. Благодаря превосходному контролю подачи он стал лучшим в Национальной лиге по отношению страйкаутов к уокам (4,07). По итогам чемпионата ему была присуждена награда Возвращение года.
В Мировой серии «Пайрэтс» встречались с «Нью-Йорк Янкис», лидерами которых были Микки Мэнтл и Йоги Берра. Френд сыграл в финальных матчах сезона неудачно. Во второй игре серии он отыграл всего четыре иннинга, хотя пропустил только два очка, «Янкис» выиграли матч со счётом 16:3. В шестой игре его заменили в третьем иннинге при счёте 0:5. В решающей седьмой игре Боб вышел на поле в девятом иннинге, что сохранить преимущество команды в счёте («Питтсбург» вёл 9:7). Он снова пропустил два очка и был заменён на Харви Хаддикса. «Пайрэтс» вырвали победу внизу девятого иннинга после хоум-рана Билла Мазероски. Пропускаемость Френда в Мировой серии составила 13,50. Возможно, причиной такого слабого выступления стала серьёзная нагрузка на питчера в августе и сентябре. За два месяца он провёл на поле 94 иннинга.

#### Завершение карьеры
В 1961 году Боб снова стал лучшим в лиге по пропускаемости, но при этом потерпел больше всего поражений. Один из лучших в его карьере стал 1963 год, который Френд закончил с ERA 2,34 — лучшим своим карьерным показателем. В сезоне 1965 года, последним для него в составе «Питтсбурга», команда заняла третье место, показав лучший результат с момента победы в Мировой серии.
Зимой Пайрэтс обменяли его в «Нью-Йорк Янкис» на реливера Пита Миккельсена. По ходу сезона 1966 года Френда перепродали в «Нью-Йорк Метс». 24 сентября он сыграл свой последний матч в лиге. За шестнадцатилетнюю карьеру в Главной лиге бейсбола он сыграл в 602 матчах, из которых 163 игры были полными.

### После бейсбола
Завершив карьеру, Боб вместе с супругой Патришей Ковал остался в Пенсильвании. У них было двое детей, один из которых, Боб-младший впоследствии стал профессиональным гольфистом. Френд работал страховым брокером и избирался финансовым контролёром округа Аллегейни, пост которого занимал с 1967 по 1975 год. Он трижды принимал участие в съездах Республиканской партии. Также он руководил благотворительной программой по сбору средств для детской больницы Питтсбурга.
В 2005 году Френд вышел на пенсию. Последние годы он жил в пригороде Питтсбурга — О’Хара. Боб Френд скончался 3 февраля 2019 года от остановки сердца.